# بخش بلک بری، شهرستان ایتاسکا، مینه سوتا
بخش بلک بری (به انگلیسی: Blackberry Township) یک منطقهٔ مسکونی در ایالات متحده آمریکا است که در شهرستان ایتاسکا، مینه‌سوتا واقع شده‌است.
 بخش بلک بری ۹۳٫۵ کیلومتر مربع مساحت و ۸۸۰ نفر جمعیت دارد و ۳۹۵ متر بالاتر از سطح دریا واقع شده‌است.